# 庫姆薩巴足球俱樂部
庫姆薩巴足球俱樂部（波斯语: باشگاه فوتبال صبای قم）是伊朗库姆市的一个足球俱乐部，现参加伊朗足球甲級聯賽。该队隶属萨巴电池厂，因而得名。

## 外部链接

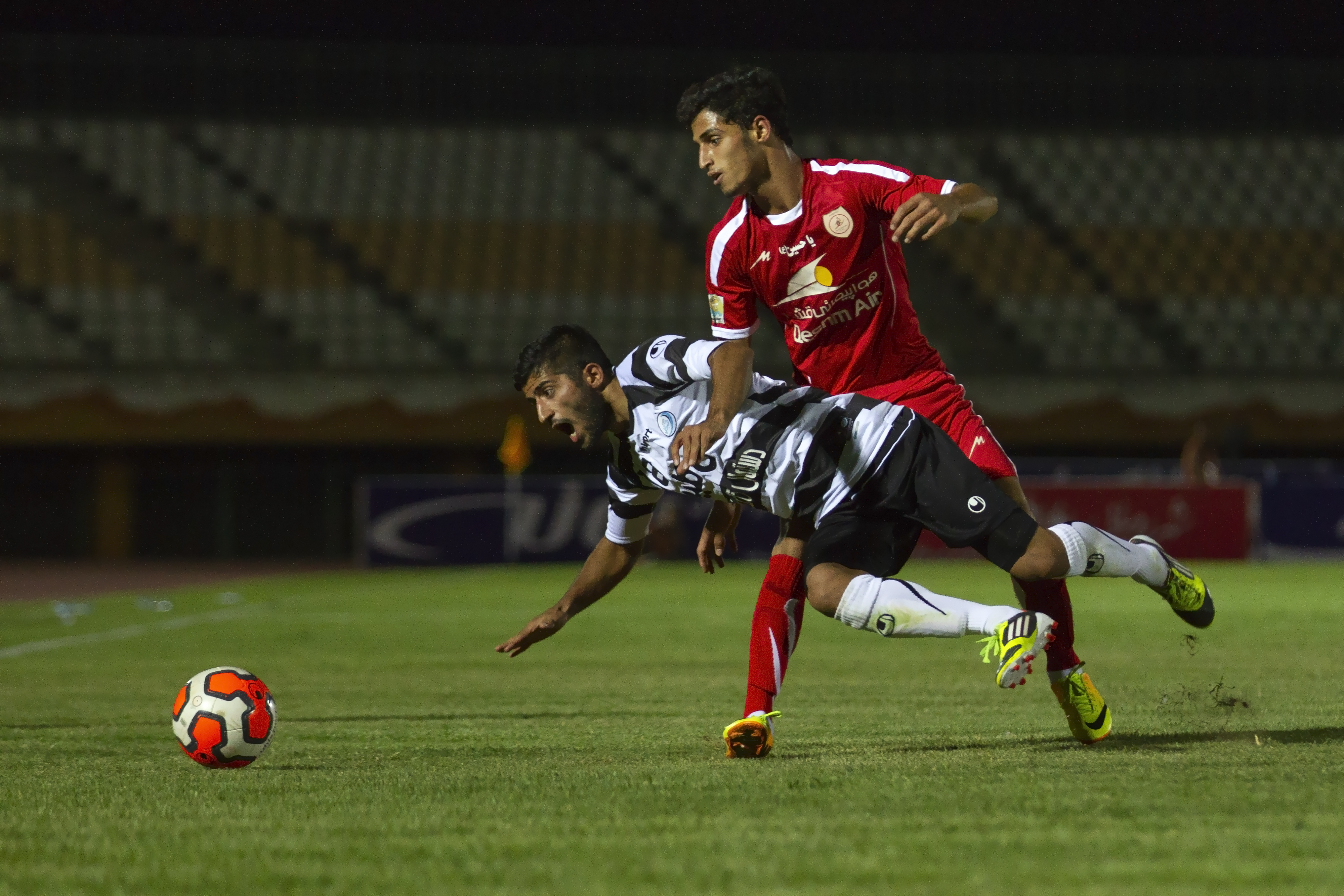
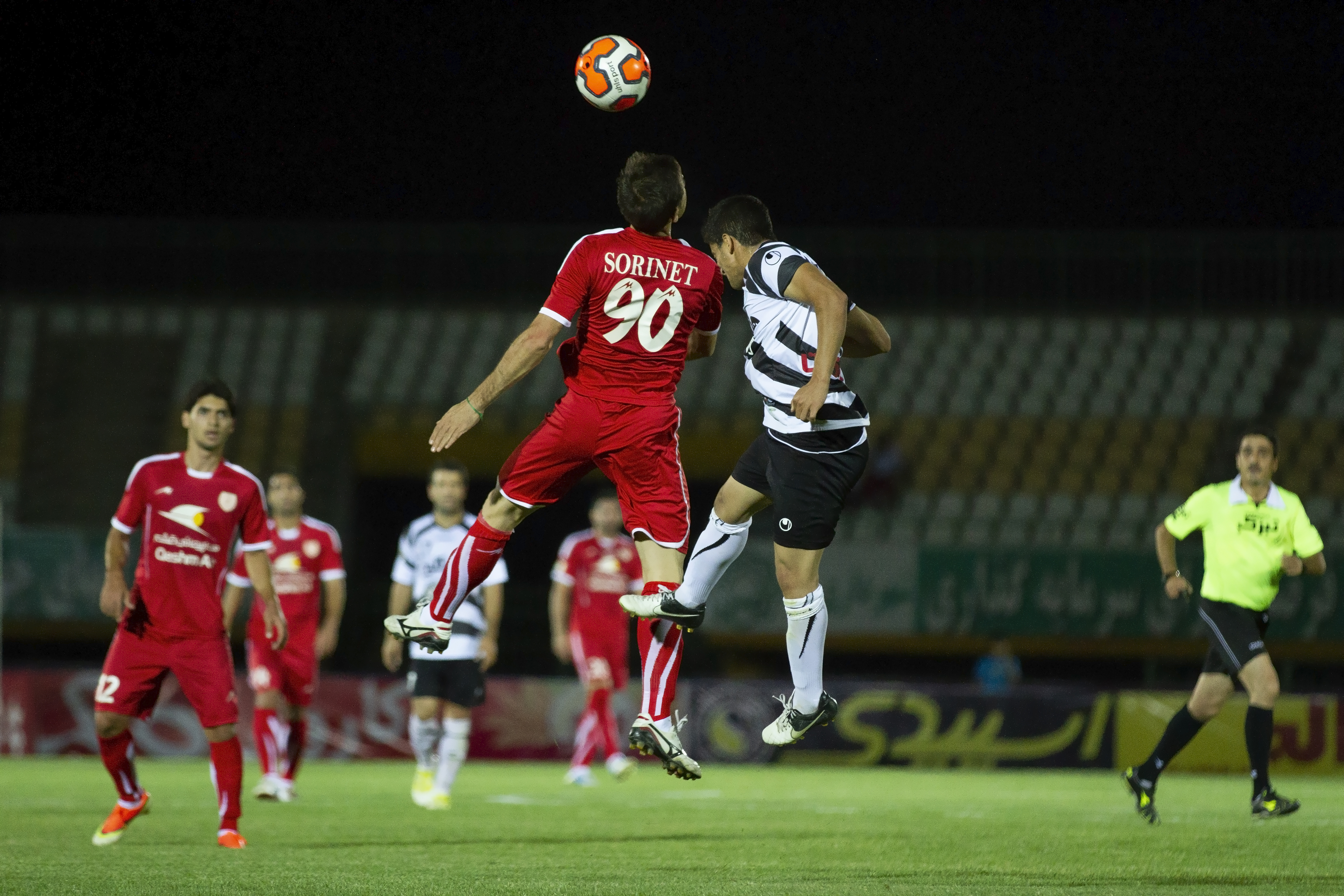
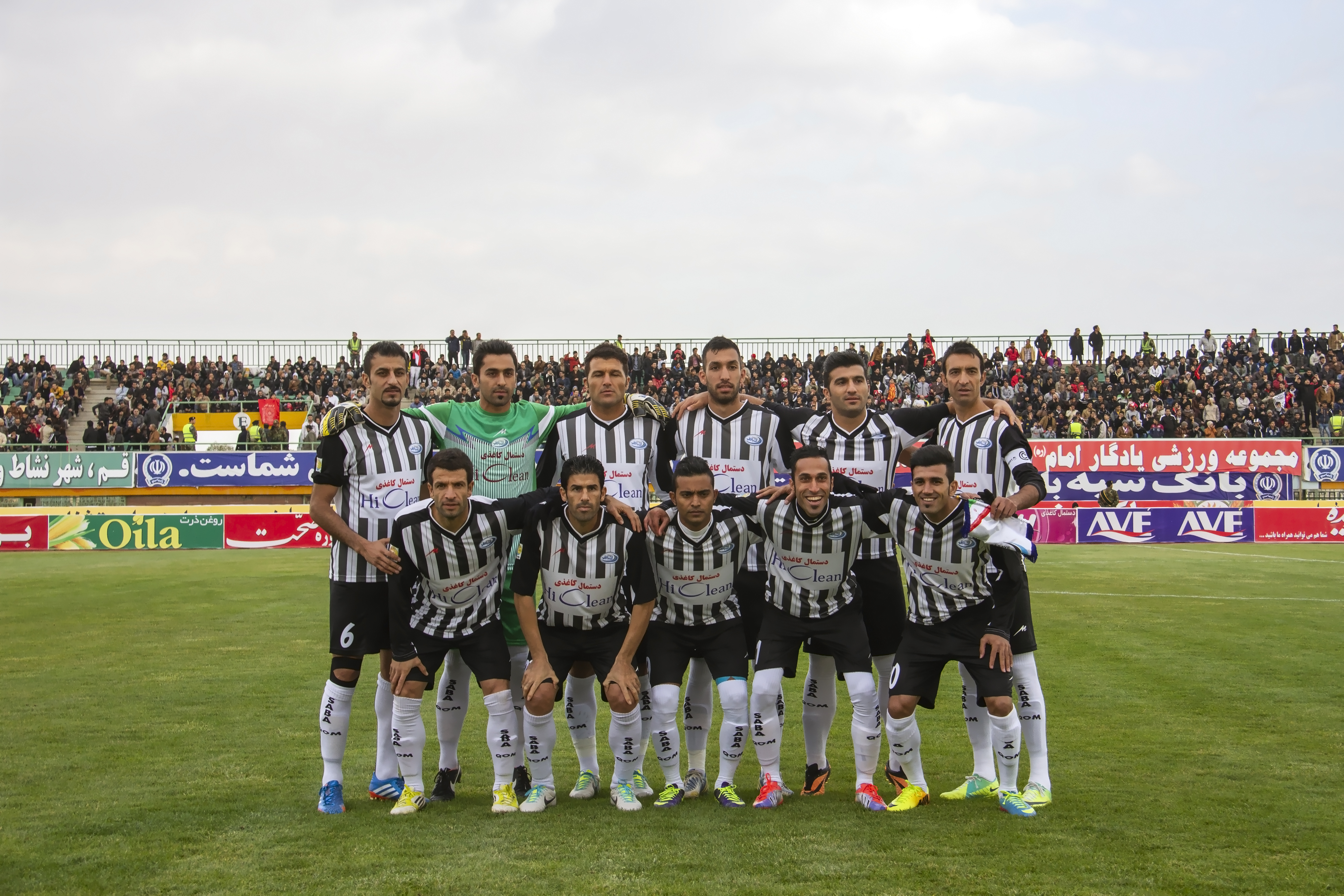
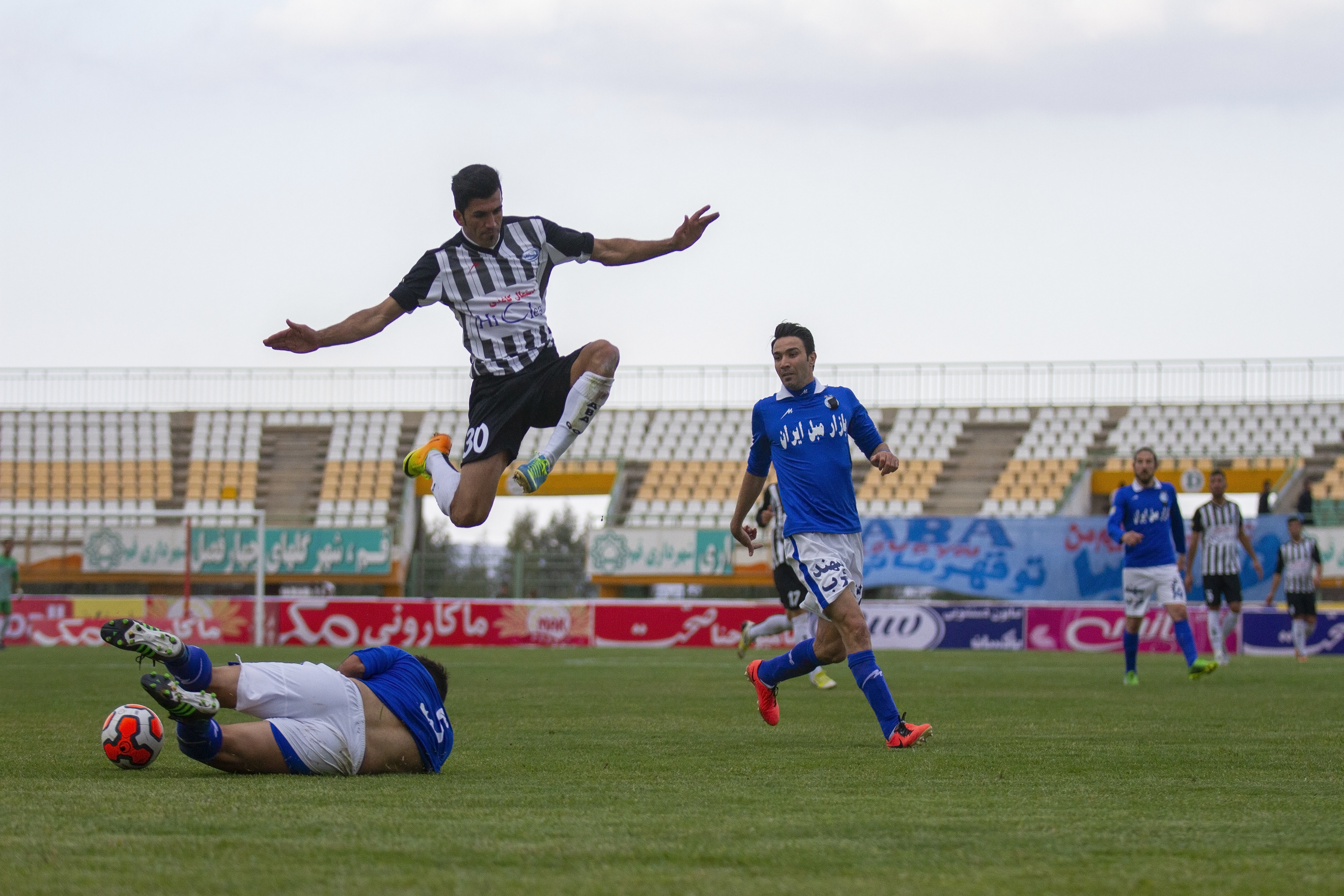
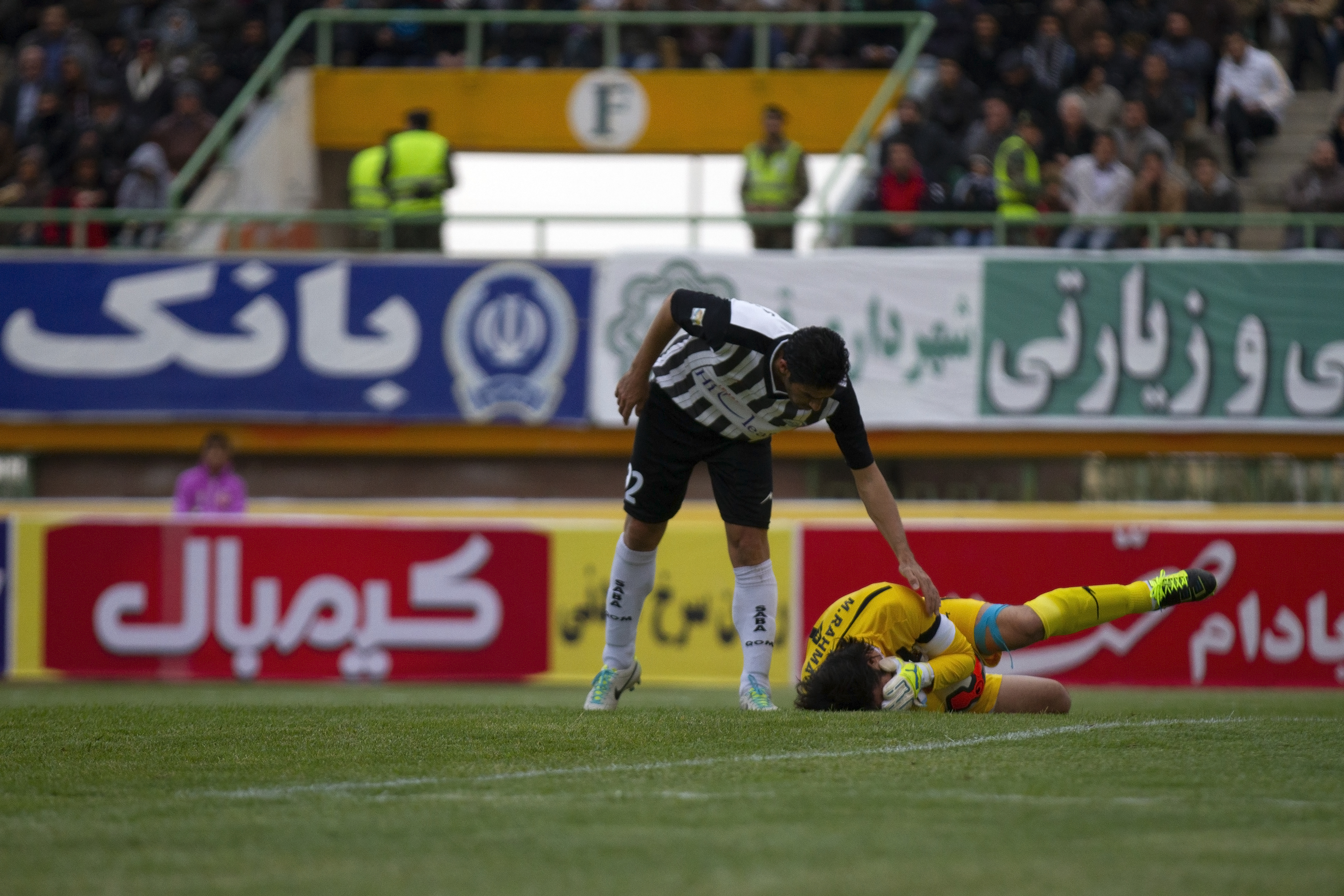